# Бријел
Бријел (фр. Brielles) насеље је и општина у северозападној Француској у региону Бретања, у департману Ил и Вилен која припада префектури Рен.
По подацима из 2011. године у општини је живело 681 становника, а густина насељености је износила 59,74 становника/km². Општина се простире на површини од 11,4 km². Налази се на средњој надморској висини од 89 метара (максималној 109 m, а минималној 67 m).

## Демографија
| 1962. | 1968. | 1975. | 1982. | 1990. | 1999. | 2011. |
| ----- | ----- | ----- | ----- | ----- | ----- | ----- |
| 517   | 582   | 520   | 501   | 484   | 513   | 681   |

График промене броја становника у току последњих година